# Боулевард Виљас де Ирапуато Км. Уно (Ирапуато)
Боулевард Виљас де Ирапуато Км. Уно (шп. Boulevard Villas de Irapuato Km. Uno) насеље је у Мексику у савезној држави Гванахуато у општини Ирапуато. Насеље се налази на надморској висини од 1750 м.

## Становништво
Према подацима из 2005. године у насељу су живела 3 становника.

### Хронологија
| Година       | 2000        | 2005 |
| ------------ | ----------- | ---- |
| Становништво | 15 (10 / 5) | 3    |

### Попис
| # | Индикатор                        | Вредност |
| - | -------------------------------- | -------- |
| 1 | Укупно појединачних домаћинстава | 1        |